# Lars Barlemann
Lars Barlemann (* 14. März 1990) ist ein deutscher Fußballtrainer.

## Karriere
Barlemann begann seine Trainerkarriere im Jahr 2011 als Co-Trainer im Nachwuchsleistungszentrum des SC Freiburg.
Zur Saison 2014/15 wurde er Videoanalyst beim Bundesligisten Hannover 96, ehe er zur Saison 2019/20 unter Mirko Slomka zum Co-Trainer der Profis aufstieg, die mittlerweile in der 2. Bundesliga spielten. In den kommenden Jahren assistierte er Slomkas Nachfolgern Asif Šarić, Kenan Koçak, Jan Zimmermann, Christoph Dabrowski, Stefan Leitl und André Breitenreiter. Im Januar 2025 schloss Barlemann erfolgreich den Lehrgang zur Pro-Lizenz ab.
Nach der Trennung von Breitenreiter übernahm Barlemann im April 2025 in einem Trainerteam mit dem U19-Trainer Dirk Lottner und dem U17-Trainer Christian Schulz bis zum Ende der Saison 2024/25 interimsweise die Profimannschaft. Diese stand vier Spieltage vor dem Saisonende auf dem 10. Platz und hatte sechs Punkte Rückstand auf den Aufstiegsrelegationsplatz. In der täglichen Arbeit übernahm Barlemann die Rolle des Cheftrainers, während Lottner und Schulz als seine Co-Trainer agieren. Unter seiner Führung blieb die Mannschaft ungeschlagen und holte durch jeweils zwei Siege und Unentschieden acht Punkte, konnte jedoch nicht mehr in das Aufstiegsrennen eingreifen. Die Saison wurde schließlich auf dem 9. Platz mit sieben Punkten Rückstand auf den Aufstiegsrelegationsplatz beendet.
Vor der Saison 2025/26 kehrte Barlemann unter dem neuen Cheftrainer Christian Titz wieder auf die Co-Trainer-Position zurück.